# 8827 Kollwitz
A 8827 Kollwitz (ideiglenes jelöléssel 1988 PO2) a Naprendszer kisbolygóövében található aszteroida. Freimut Börngen fedezte fel 1988. augusztus 13-án.